# Karwica (Ruciane-Nida)
Karwica [karˈvit͡sa] (deutsch Kurwien [Dorf]) ist ein Dorf in der polnischen Woiwodschaft Ermland-Masuren. Es gehört zur Gmina Ruciane-Nida (Stadt- und Landgemeinde Rudczanny/Niedersee-Nieden) im Powiat Piski (Kreis Johannisburg).

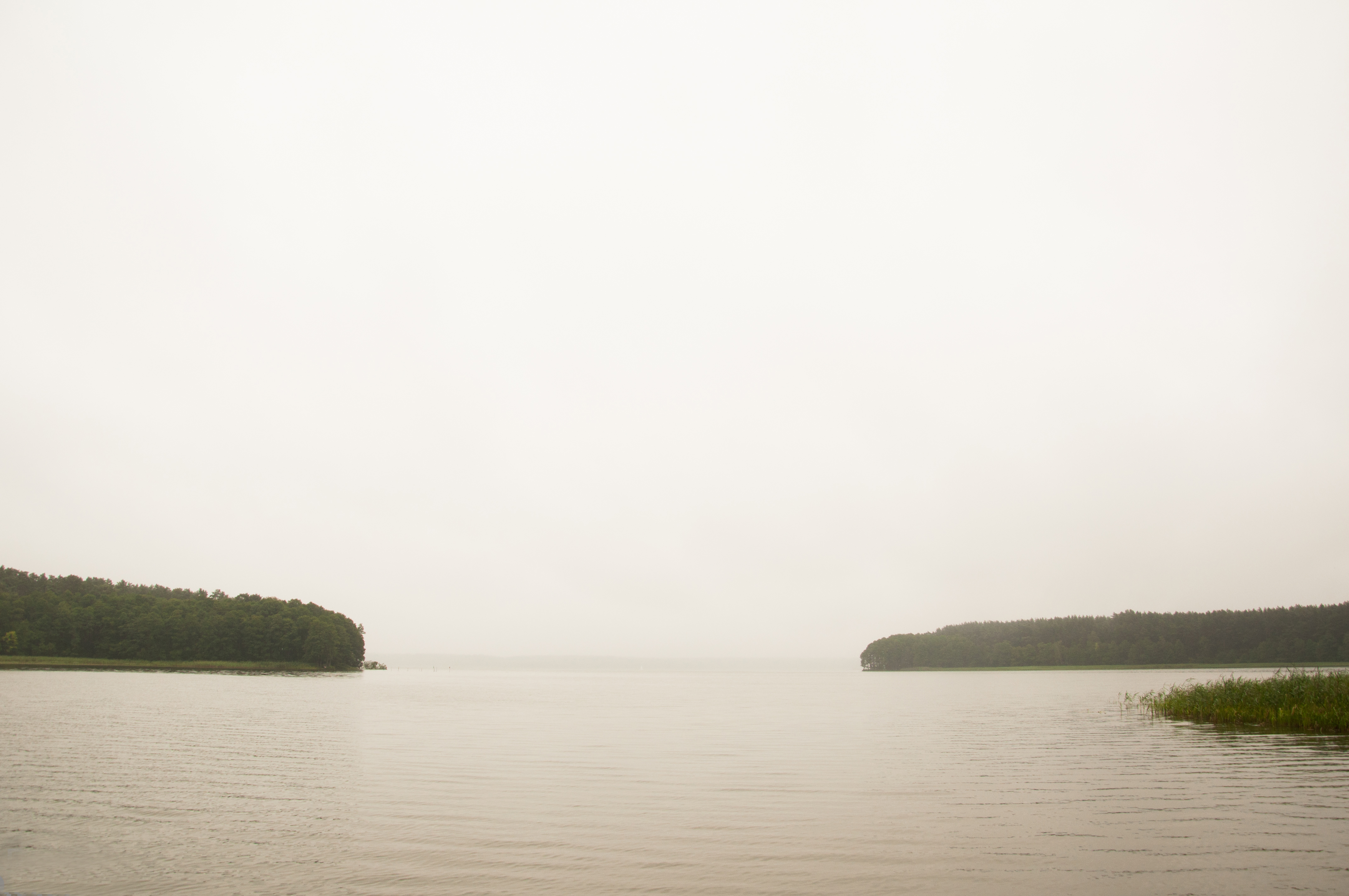
Der Jezioro Nidzkie (Niedersee) bei Karwica

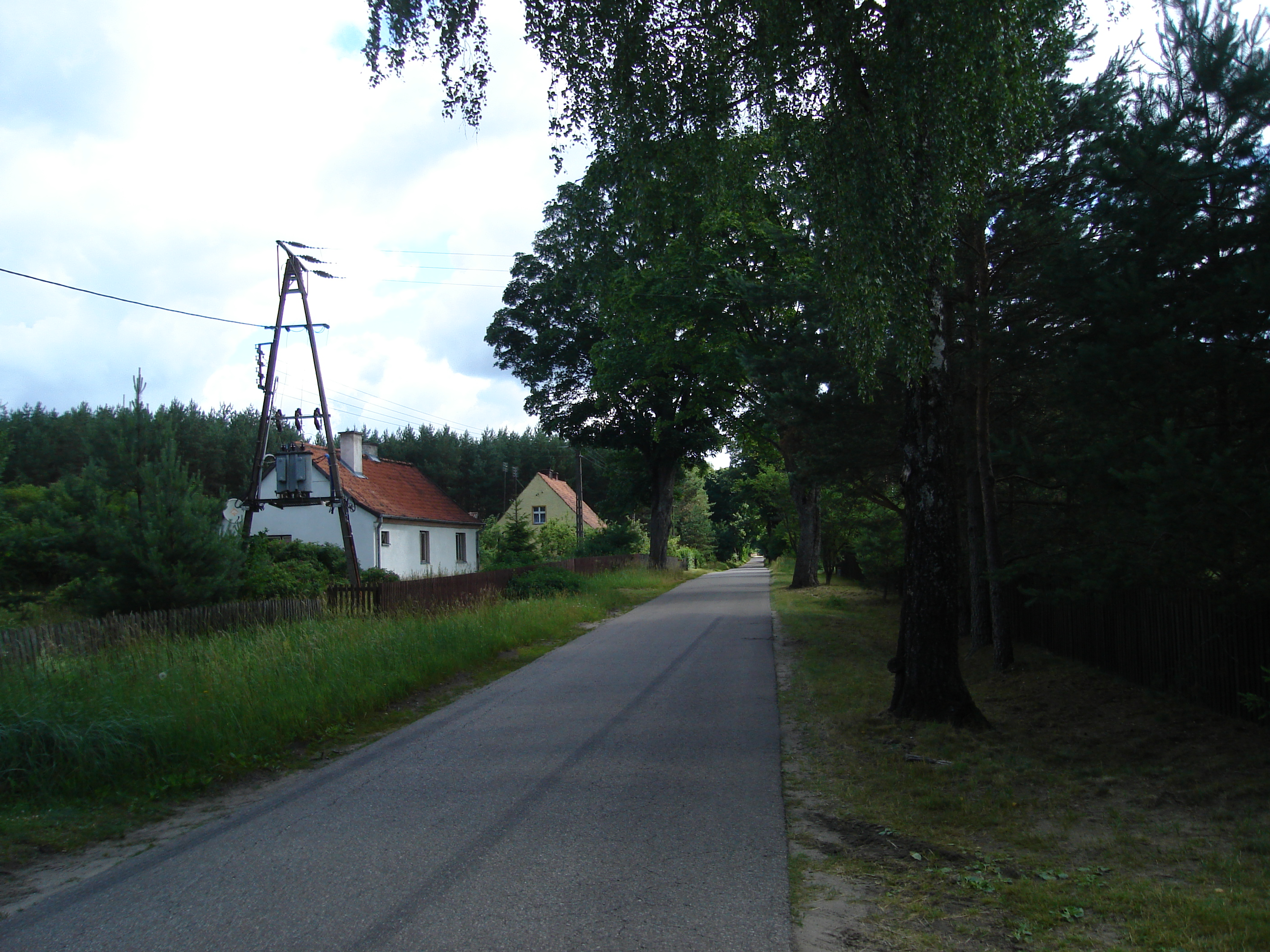
Dorfstraße in Karwica

## Geographische Lage
Karwica liegt an der Samordei-Bucht (polnisch Zatoka Zamordeje Wielkie) im Südwestbereich des Niedersees (polnisch Jezioro Nidzkie) im südlichen Osten der Woiwodschaft Ermland-Masuren, 22 Kilometer südwestlich der Kreisstadt Pisz (deutsch Johannisburg).

## Geschichte
Das Dorf Kurwien (um 1785 Curwien, um 1820 Kurwienen, bis 1903/07 Groß Kurwien) wurde 1679 als Schatullsiedlung gegründet.
Mit ihren Ortsteilen Bahnhof Kurwien (polnisch Karwica Mazurska), Czessinna, Forst (ab 1908: Erdmannen, Forst), Klein Kurwien (polnisch Dudy, auch:  Karwica Mała) und Rehtal wurde die Landgemeinde Kurwien am 8. April 1874 in den gleichnamigen Amtsbezirk eingegliedert, der bis 1945 bestand und zum Kreis Johannisburg im Regierungsbezirk Gumbinnen (ab 1905: Regierungsbezirk Allenstein) in der preußischen Provinz Ostpreußen gehörte. Dem Amtsbezirk Kurwien waren zugeordnet: Kotzek (ab 1905: Waldersee, polnisch Koczek), Kreuzofen (Krzyże), Kruttinnen, Forst (Krutyń), die Landgemeinde Kurwien und der Gutsbezirk Kurwien, Oberförsterei, später auch noch der Gutsbezirk Guszianka, Oberförsterei. Die drei Forstbezirke wurden 1929 im Gutsbezirk Johannisburger Heide, Anteil Kreis Johannisburg, Forst, zusammengeschlossen.
In Kurwien waren 1910 insgesamt 743 Einwohner registriert, 46 von ihnen wohnten in dem 1869 gegründeten Gutsbezirk Kurwien, Oberförsterei. Dieser wurde am 30. September 1929 in den Gutsbezirk Johannisburg Heide, Anteil Kreis Johannisburg, Forst, einbezogen. Die Einwohnerzahl der Landgemeinde belief sich 1933 auf 719 und 1939 auf 716.
Als 1945 in Kriegsfolge das gesamte südliche Ostpreußen zu Polen kam, war auch Kurwien davon betroffen. Das Dorf erhielt die polnische Namensform „Karwica“ und ist heute Sitz eines Schulzenamtes (polnisch Sołectwo) und somit eine Ortschaft im Verbund der Stadt- und Landgemeinde Ruciane-Nida (Rudczanny/Niedersee-Nieden) im Powiat Piski (Kreis Johannisburg), bis 1998 der Woiwodschaft Suwałki, seither der Woiwodschaft Ermland-Masuren zugehörig. Im Jahre 2011 zählte Karwica 307 Einwohner.

## Kirche

### Kirchengebäude
In Kurwien wurden seit 1905 evangelische Gottesdienste gehalten, die in Ermangelung einer Kirche in einem Betsaal stattfanden. Erst 1927 konnte der Bau einer Kapelle verwirklicht werden. Nach 1945 wurde in Karwica eine neue, nunmehr katholische Kirche errichtet.

### Kirchengemeinde

#### Evangelisch

##### Kirchengeschichte
Bis 1908 war Kurwien in die Pfarrei Turoscheln (polnisch Turośl) eingegliedert, bevor der Ort Sitz eines eigenen Pfarramtes wurde. Zwar ließ der Bau eines Gotteshauses noch länger auf sich warten, dennoch fanden die Bewohner der aus der Pfarrei Turoscheln ausgepfarrten Kirchspielorte hier eine neue geistliche Heimat. Bis 1945 war das Kirchspiel Kurwien ein Teil des Kirchenkreises Johannisburg in der Kirchenprovinz Ostpreußen der Kirche der Altpreußischen Union. Flucht und Vertreibung der einheimischen Bevölkerung setzte 1945 der evangelischen Kirchengemeinde in Kurwien ein Ende. Heute hier lebende evangelische Kirchenglieder orientieren sich zur Kirchengemeinde in der Kreisstadt Pisz in der Diözese Masuren der Evangelisch-Augsburgischen Kirche in Polen.

##### Kirchspielorte
Zum Kirchspiel Kurwien gehörten von 1905 bis 1945 die Orte Kreuzofen, Dorf, (polnisch Krzyże), Kurwien (Groß- und Klein Kurwien) sowie Rehtal, außerdem die Forstbezirke Czessinna, Ellerborn, Erdmannen, Kreuzofen, Forst (ab 1908: Hirschhagen, polnisch Piecek, nicht mehr existent), Kurwien, Niederwald und Pranie (ab 1908 Seehorst).

##### Pfarrer
Bereits 1905 tat in Kurwien ein Hilfsprediger Dienst, ab 1908 war die Pfarrstelle voll besetzt. Hier taten ihren Dienst die Geistlichen:
- Bruno Link, 1905–1916
- Hans Muscheites, 1921–1926
- Johannes Albert Hermann Klein, 1926–1930
- Ernst Lukas, 1933–1935
- Artur Joswig, 1936–1945

Bei den Kurwiener Pfarrern wurde vorausgesetzt, dass sie der masurischen Sprache mächtig seien.

#### Katholisch
Vor 1945 lebten nur wenige Katholiken in der Region Kurwien. Sie waren in die Pfarrei in Johannisburg eingegliedert. Nach 1945 siedelten sich in Karwica zahlreiche polnische Neubürger an, die fast ausnahmslos katholischer Konfession waren. Sie bildeten hier eine eigene Kirchengemeinde, die sich dann auch eine eigene Kapelle errichtete. Sie wird von der Pfarrei Turośl im Dekanat Pisz im Bistum Ełk der katholischen Kirche in Polen betreut.

## Aus Kurwien gebürtig
- Hubertus Hitschhold (* 7. Juli 1912 in Kurwien; † 10. März 1966 in Söcking), deutscher Offizier

## Verkehr

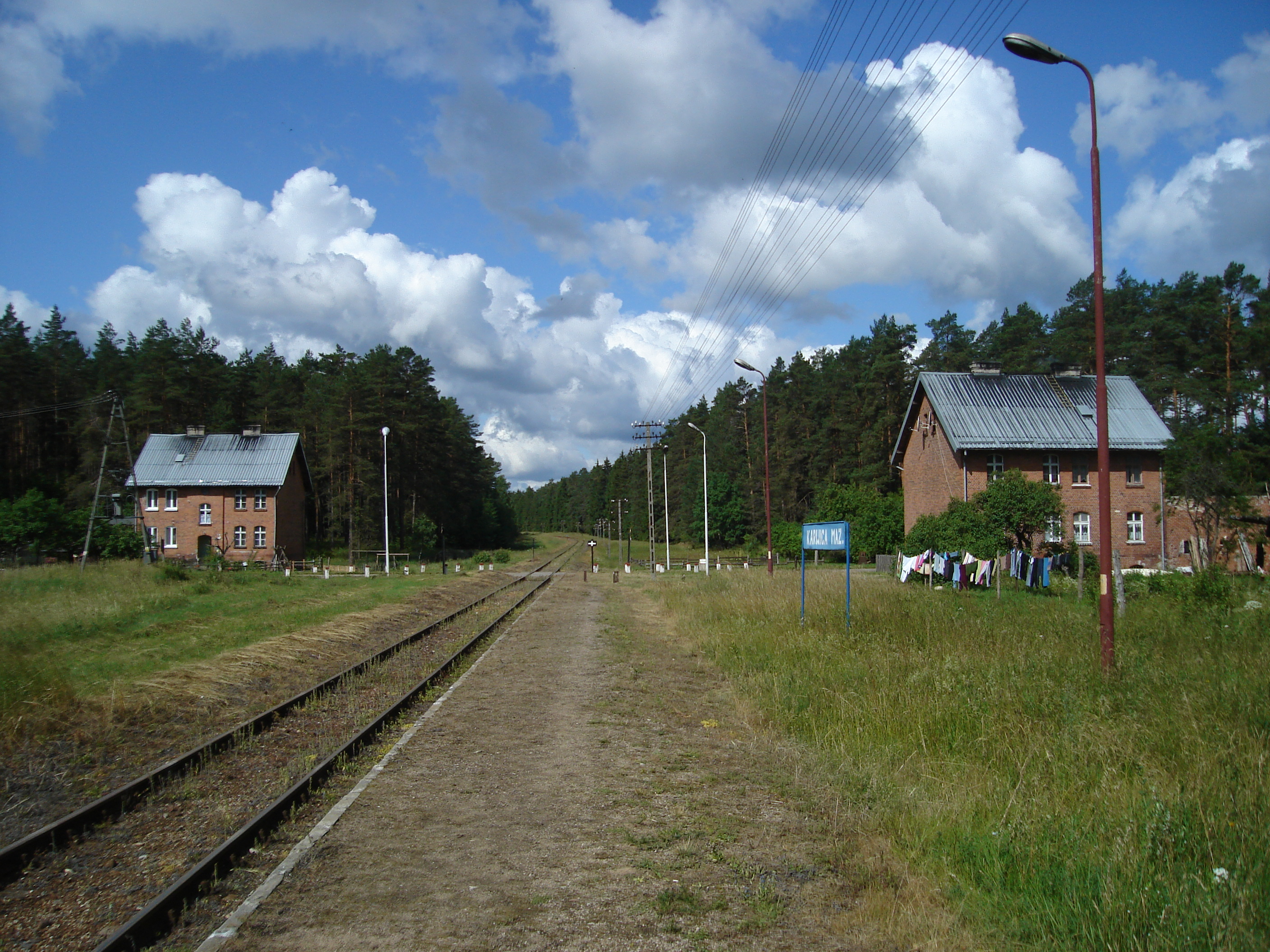
Eisenbahnhaltepunkt Karwica Mazurska

### Schiene
Seit 1884 ist Kurwien Bahnstation an der Bahnstrecke Olsztyn–Ełk (deutsch Allenstein–Lyck). Allerdings liegt der einstige Bahnhof sieben Kilometer vom Dorf in nordwestlicher Richtung entfernt und ist unter der Bezeichnung „Karwica Mazurska“ eine eigene Ortschaft innerhalb der Gmina Ruciane-Nida.

### Straße
Auch wenn Kurwien ein wenig abseits liegt, so hat das Dorf doch gute Straßenanbindungen: einmal über Karwica Mazurska (Bahnhof Kurwien) an die Landesstraße 58 (Ost-West), zum andern über Faryny (Farienen) an die Landesstraße 59 (Nord-Süd). Außerdem führt eine Nebenstraße über Ciesina (Erdmannen) und Karpa (Karpen) bis in die Woiwodschaft Masowien.